# Hans Vanhoof
Hans Vanhoof (Mol, 13 juli 1972) is een Belgisch Vlaams-nationalistisch politicus voor de N-VA.

## Biografie
Vanhoof is van opleiding burgerlijk mijnbouwkundig ingenieur aan de Katholieke Universiteit Leuven en werkte 25 jaar lang als beleidsadviseur en expert in de beurs- en effectenwereld bij de bank KBC Groep. Hierbij vervulde hij ook functies in het buitenland, onder andere bij het KBC-filiaal in Londen en als managing director bij Patria Finance in Praag. Daarnaast was hij Chief risk officer en financieel directeur bij KBC Securities.
Hij werd politiek actief voor de N-VA en werd voor deze partij in oktober 2018 verkozen tot gemeenteraadslid van Kortenberg, waar hij fractieleider werd in de gemeenteraad.  Ook was Vanhoof van 2020 tot 2024 voorzitter van de N-VA-afdeling van het arrondissement Leuven.
Bij de Vlaamse verkiezingen van juni 2024 was Vanhoof eerste opvolger op de N-VA-lijst in de kieskring Vlaams-Brabant. In oktober 2024 werd hij effectief lid van het Vlaams Parlement ter vervanging van Vlaams minister Ben Weyts. Hij werd tweede ondervoorzitter van de commissie Brussel, Vlaamse Rand en Dierenwelzijn en vast lid van de commissie Leefmilieu, Natuur en Ruimtelijke Ordening.